# Darius McCrary

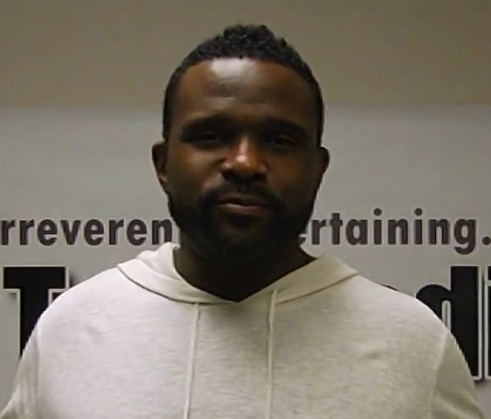
Darius McCrary (Juni 2016)

Darius McCrary (* 1. Mai 1976 in Walnut, Kalifornien) ist ein US-amerikanischer Schauspieler.

## Leben
Vor allem ist McCrary in seiner Rolle als Eddie Winslow aus der Serie Alle unter einem Dach bekannt, die er von 1989 bis 1998 spielte. In Mississippi Burning – Die Wurzel des Hasses (1988) spielte er einen Jugendlichen namens Aaron Williams, wofür er zweite Nominierung für den Young Artist Award erhielt. In John Carpenter’s Vampires: Los Muertos war er in der Rolle des Ray Collins zu sehen, außerdem spielte er neben Robert De Niro im Actionfilm 15 Minuten Ruhm mit. Er hatte weitere Haupt- oder Gastrollen in diversen Fernsehserien und Sitcoms. Des Weiteren lieh er 2007 im Film Transformers dem Autobot Jazz seine Stimme, der in einem Gefecht mit dem Anführer der Decepticons zerstört wurde.
Im Dezember 2009 übernahm McCrary die Rolle des Malcolm Winters in der US-Seifenoper Schatten der Leidenschaft, welche zuvor von Criminal-Minds-Star Shemar Moore gespielt wurde. Außerdem spielte er 2009 im Film Saw VI als Versicherungsmitarbeiter Dave mit. 2012 war er in den beiden Fernsehserien Rizzoli & Isles und Anger Management in Gastrollen zu sehen. Weitere Rollen in Film und Fernsehen folgten. Sein Schaffen umfasst mehr als 60 Produktionen.

## Filmografie (Auswahl)
- 1987: Big Shots – 2 Kids gegen die Unterwelt (Big Shots)
- 1988: Mississippi Burning – Die Wurzel des Hasses (Mississippi Burning)
- 1989–1998: Alle unter einem Dach (Family Matters, Fernsehserie, 207 Episoden)
- 2000–2001: Freedom (Fernsehserie, 12 Episoden)
- 2001: 15 Minuten Ruhm (15 Minutes)
- 2002: John Carpenter’s Vampires: Los Muertos
- 2007: Transformers (Stimme von Jazz)
- 2009: Saw VI
- 2009–2011: Schatten der Leidenschaft (The Young and the Restless, Seifenoper)
- 2012: Rizzoli & Isles (Fernsehserie, Episode 3x09 Vier Kugeln)
- 2012–2013: Anger Management (Fernsehserie, 12 Episoden)
- 2015: Minority Report (Fernsehserie, 2 Episoden)
- 2016–2017: Star (Fernsehserie, 6 Episoden)
- 2017: The Catch (Fernsehserie, Folge 2x07 Die Geburtstagsparty)
- 2018–2021: Monogamy (Fernsehserie, 18 Folgen)
- 2020: Christmas in Carolina